# Абу-Алі – Беррі
Абу-Алі – Беррі – складова інфраструктури газопереробного заводу Беррі, що діє на сході Саудівської Аравії.
На початку 1970-х вирішили зайнятись монетизацією попутного газу супергігантського нафтового родовища Беррі. Поклади останнього поширювались як під суходолом, так і під водами Перської затоки, тому частина установок установок сепарації нафти та газу (Gas Oil Separation Plant, GOSP) знаходилась на острові Абу-Алі. Для доставки ресурсу на майданчик ГПЗ Беррі в 1975-му спорудили газопровід BGT-1 (Berri Gas Trunkline-1), який має довжину 42 км, виконаний в діаметрі 800 мм та транспортує газ із вмістом сірководню, що підлягає переробці.